# Jean Le Marois

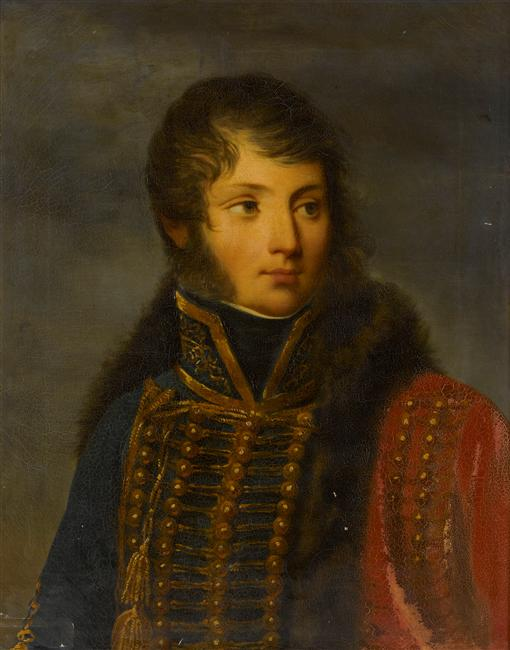
Portret van Le Marois.

Jean Léonor François, graaf Le Marois, Le Marrois of Lemarrois (Bricquebec, 17 maart 1776 - Parijs, 14 oktober 1836), was een Franse generaal en hoofdadjudant van de Franse keizer Napoleon Bonaparte tijdens de napoleontische periode.

## Biografie

### Achtergrond - start militaire carrière (1776-1801)
Zijn vader was landbouwer in Bricquebec (Franse departement Manche). Le Marois was net toegelaten tot de onlangs door de Conventie opgerichte School van Mars, toen François-Joseph Alexandre Letourneur, een officier (en later generaal) die ook afkomstig was uit de streek van Manche, Le Marois koos als ordonnantie officier op weg naar Toulon. Tijdens de Opstand van 13 Vendémiaire diende hij als luitenant in de generale staf van de republikeinse strijdkrachten in Parijs. Daar werd Le Marois opgemerkt door Bonaparte en maakte hem die avond nog zijn aide de camp (adjudant). Hij werd door Napoleon als getuige aangeduid van diens huwelijk met Joséphine de Beauharnais, maar Le Marois had niet de wettige leeftijd (hij was te jong) om getuige van het huwelijk te mogen zijn.
In de Slag van Lodi, waar hij dapper en met volle overgave streed in de frontlinies, werden de kleren van Le Marois doorzeefd met kogels. Tijdens de Slag van Roveredo waar hij een belangrijke fase in voordeel van de Fransen kon omzetten in een overwinning, werd Le Marois in een onstuimige aanval van zijn paard geworpen, incasseerde meerdere sabel verwondingen (voornamelijk aan het hoofd) en werd hij haast vertrappeld door vijandige colonnes ruiterij. Toch nam hij vervolgens nog deel aan de Slag bij Arcole. Bonaparte vermeldde hem in verschillende oorlogsbulletins en koos hem om de veroverde Oostenrijkse vlaggen (banieren) aan het Directoire te overhandigen. De verwondingen van Roveredo weerhielden echter Le Marois ervan om in Egypte te strijden aan de zijde van Napoleon.
Bij zijn terugkeer in Frankrijk riep Bonaparte hem terug op en maakte Le Marois deel uit van de staatsgreep van 18 Brumaire.
Le Marois was goed bevriend met Andoche Junot, waarvoor hij als getuige assisteerde voor diens huwelijk met Laure Permon.
Le Marois werd benoemd tot kolonel na de Slag bij Marengo (juni 1800) en hij was daaropvolgend verantwoordelijk voor de overhandiging van de vredesvoorstellen aan de Oostenrijkers.

### Adjudant en generaal van Napoleon (1802-1812)

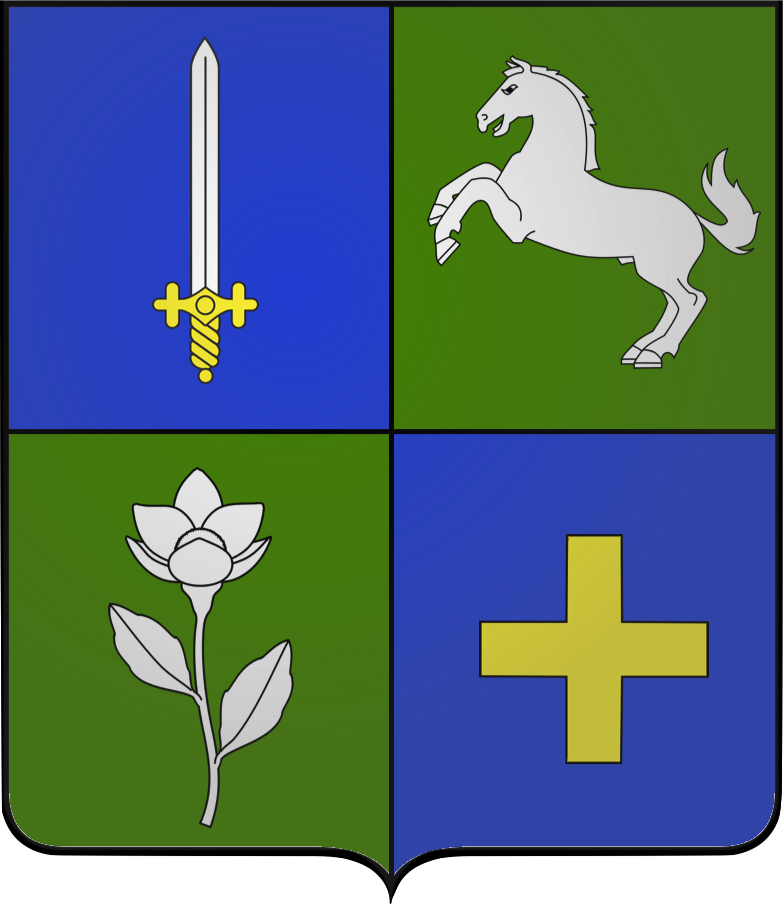
Hertogelijk wapenschild van Le Marois.

In 1802 werd hij achtereenvolgens brigadegeneraal, divisiegeneraal na Austerlitz (december 1805), en in 1806 gouverneur van Ancona, Fermo en het hertogdom Urbino.
Na de Slag bij Jena (oktober 1806), waar hij zwaargewond raakte, gaf Napoleon hem het bevel over Wittemberg, waar Le Marois een ernstige opstand wist te onderdrukken. Daarna nam de generaal het beheer van Stettin op zich en vervolgens dat van Warschau in 1807. In datzelfde jaar werd Le Marois in het departement van Manche tot lid van het wetgevend bestuur verkozen en werd hij een van de vicevoorzitters van deze assemblée. Op 15 juni 1808 werd Le Marois door de Franse keizer benoemd tot graaf van het Franse Keizerrijk.
In 1809 verkoos Napoleon hem tot gouverneur van Rome. Napoleon zette Le Marois in ter volbrenging van speciale missies. In 1811 stuurde hij de generaal erop uit om de kusten van Boulogne en de Nederlanden te inspecteren. Hij verkreeg een mobiele troepencolonne en had de opdracht om Belgisch-Nederlandse deserteurs op te sporen. Het jaar daarop sprak Le Marois zijn aversie uit tegen de campagne in Rusland en kwam hierdoor niet in aanmerking voor een militaire functie tijdens de veldtocht. Hij verkreeg wel het bevel over het kamp van Boulogne en diende de kusten te verdedigen tegen potentiële Britse aanvallen.

### Gouverneur in de Rijnstaten (1813)
In de nasleep van Napoleons mislukte Russische campagne, ordonneerde de keizer in de missie van Düsseldorf Le Marois tot commandant supérieure van het Groothertogdom van Berg en gouverneur van Wesel. Le Marois onderhield hiervoor een nauwe samenwerking met graaf Jacques Beugnot, die de regio reeds beheerde. Wat een korte opdracht leek te zijn voor de generaal zou echter aanslepen tot juni 1813, het moment dat Napoleon Le Marois aanduidde tot gouverneur van Maagdenburg.
Het Groothertogdom van Berg, alsook Westfalen, kampte met Duits nationalistische opstanden. Deze werden voornamelijk opgeruid door Russische geheim agenten, aangevoerd door graaf Karl Robert von Nesselrode. Financiële steun aan de revolte werd voorzien door de Britten. Een kern van 4000 gewapende mannen destabiliseerde de streek. Le Marois dreef de opstand uit elkaar en bewerkstelligde het normale verloop van de conscriptie.
In Wesel overzag Le Marois de bevoorrading van de stad, voornamelijk militair materiaal en proviand. Generaal Paul Thiébault, bekend voor zijn pittige memoires van de napoleontische oorlogen, werd door Le Marois de laan uitgestuurd omwille van nalatigheden in de militaire administratie van de stad. Uiteraard bleven bezwaren van Thiébault in zijn geschriften tegen Le Marois niet uit.

### De verdediging van Maagdenburg (1813-1814)

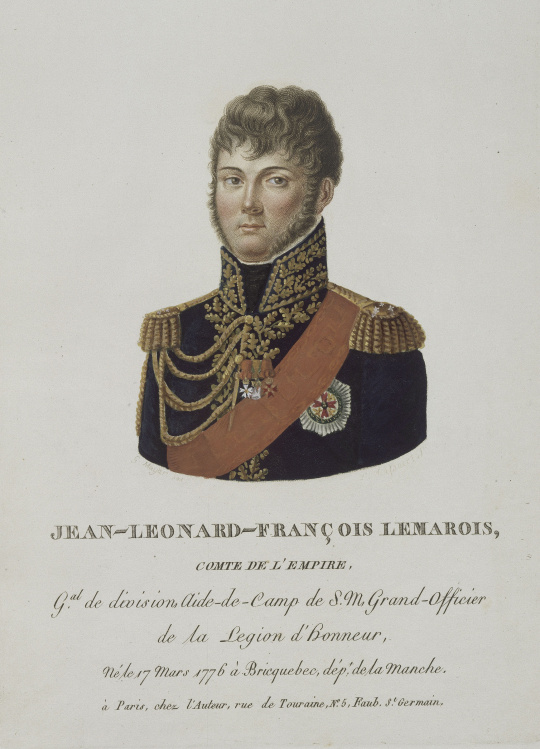
Portret van Le Marois als divisiegeneraal.

Na de succesvolle ondernomen acties van Le Marois tijdens zijn Düsseldorf missie werd de generaal door Napoleon op 1 juni 1813 aangeduid als gouverneur van Maagdenburg. Sinds de Russische veldtocht van Napoleon in 1812 was Maagdenburg strategisch van belang voor de Franse keizer als centrum van bevoorrading voor zijn legers. De ligging van de stad aan de Elbe, vergelijkbaar met Hamburg, was aanmerkelijk als uitvalsbasis voor de Franse strijdkrachten. Generaal Haxo beheerde de stad en wachtte Le Marois op in juni 1813.
Haxo had reeds werk gemaakt van het oprichten van 3 nieuwe artillerie batterijen. Het garnizoen bestond verder uit troepen van Polen, Westfalen, en Franse ruiterij (2000 paarden). Ook waren Spanjaarden, Italianen, Nederlanders en Kroaten in dienst ter verdediging van de vesting. Napoleon voorzag om in totaal 20.000 manschappen te verzamelen voor Le Marois. Van dit garnizoen waren 6000 soldaten opgenomen in hospitalen terwijl dat een order van Napoleons stafchef, Alexandre Berthier, bevestigde dat er maar 4000 plaatsen beschikbaar werden gemaakt voor zieken en gewonden.
Le Marois correspondeerde doorheen de belegering met maarschalk Davout, de bevelhebber van de Franse troepen in Hamburg, voor wederzijdse militaire ondersteuning ter verdediging van de Elbe. Wanneer het duidelijk werd dat Napoleons campagne in Duitsland in de zomer van 1813 in het nadeel van de Franse keizer uitdraaide en de wapenstilstand van Pleiswitz van start ging, geraakte het garnizoen van Le Marois verder geïsoleerd. De opmars van de Pruisen en Zweden door hun overwinning van de Slag bij Großbeeren vormde hierin een kantelmoment, aangezien Maagdenburg daarbij in het vizier kwam te liggen van de geallieerde strijdmachten. Desertie bleef niet uit, voornamelijk onder de Westfaalse en Spaanse soldaten.
In de nagelaten briefwisseling van Le Marois zijn er echter amper tekenen van overgave te bespeuren in deze cruciale fase van de campagne en blijft de generaal de militaire voorzieningen zo optimaal mogelijk beheren. De standvastigheid en de meervoudige administratieve vaardigheden van de generaal waren opmerkelijk. Volgens kolonel Gillot was gezien de militaire context de verdediging van Maagdenburg door Le Marois zeer indrukwekkend.
De belegering van Maagdenburg ging van start in september 1813 en werd gevoerd door Pruisische en Russische troepen onder de Pruisische generaals Puttlitz en later von Tauentzien. De geallieerden verkregen in de komende maanden versterkingen van de Russische generaal Levin von Benningsen, die de belegering van Hamburg overzag. De overwinning van de coalitie op Napoleon bij de Volkerenslag van Leipzig in oktober 1813 maakte het eveneens verder mogelijk nog meer geallieerde troepen in te zetten om Duitse vestingen in Franse handen te kunnen belegeren. De Zweedse kroonprins Jean-Baptiste Bernadotte ordonneerde de bouw van een brug nabij Ferchland, waardoor de stad praktisch volledig kon worden omsingeld. Vanuit Altmark opereerden Russische kozakken met Pruisische partizanen en Landwehr (milities) om de communicatielijnen van de stad te doorbreken.
Le Marois zou meermaals aanvallen bevelen om de belegerende Pruisen en Russen terug te drijven. Op 16 december vonden er twee opvallende uitvallen plaats. De eerste werd aangevoerd door generaal Jolly en was succesvol: onder andere 200 runderen, 70 paarden, 180 varkens en 1000 schapen werden buitgemaakt, 35 Pruisische Landwehr soldaten werden gevangen genomen. De tweede aanval onder generaal Lemoine draaide uit in een nederlaag. In januari 1814 werden andere Franse aanvallen uitgevoerd tegen de Pruisische en Russische troepen die gestationeerd waren op de linker- en rechteroever van de Elbe in een poging de blokkade rondom de stad op te heffen, maar zonder succes.
Le Marois werd tot capitulatie gedwongen rond eind april 1814, wanneer het hem eindelijk duidelijk werd dat het nieuws van Napoleons troonsafstand van begin april werkelijkheid bleek te zijn. Tot dan toe had de generaal de geallieerde berichtgeving in de wind geslagen en wachtte hij op een officiële verklaring van de Franse regering rond Napoleons aftreden en de toestemming tot overgave. De situatie was vergelijkbaar met Hamburg, waar maarschalk Davout zich ook pas overgaf eind mei 1814. De Franse regering stuurde commissaire (afgezant) Bernard Dufriche de Valazé eropuit om Le Marois bij te staan in de onderhandelingen van de overdracht. De deskundigheid van beide generaals heeft bijgedragen tot een gunstig verdrag voor de Franse strijdkrachten.
Tussen 14 en 16 mei verlieten de Nederlandse en alle andere niet-Franse manschappen de stad, waarbij ze werden toegelaten naar huis terug te keren. Franse gewonden werden naar Metz overgebracht. Op 28 mei werd Maagdenburg officieel overgedragen aan de Pruisische generaal Horn. In totaal wist Le Marois ongeveer 18.000 troepen en 52 kanonnen te vrijwaren van gevangenschap. De coalitietroepen troffen echter in de stad 841 stukken geschut, 32.000 musketten en tonnen onverwerkte tarwe en gezouten vlees aan.
Tijdens de terugkeer van de monarchie in Frankrijk onder Lodewijk XVIII werd Le Marois op non-actief gesteld. De koninklijke politiediensten hielden toezicht op de handelingen van de generaal gezien zijn nauwe samenwerking met Napoleon.

### De Honderd Dagen (1815) - na het Empire - overlijden

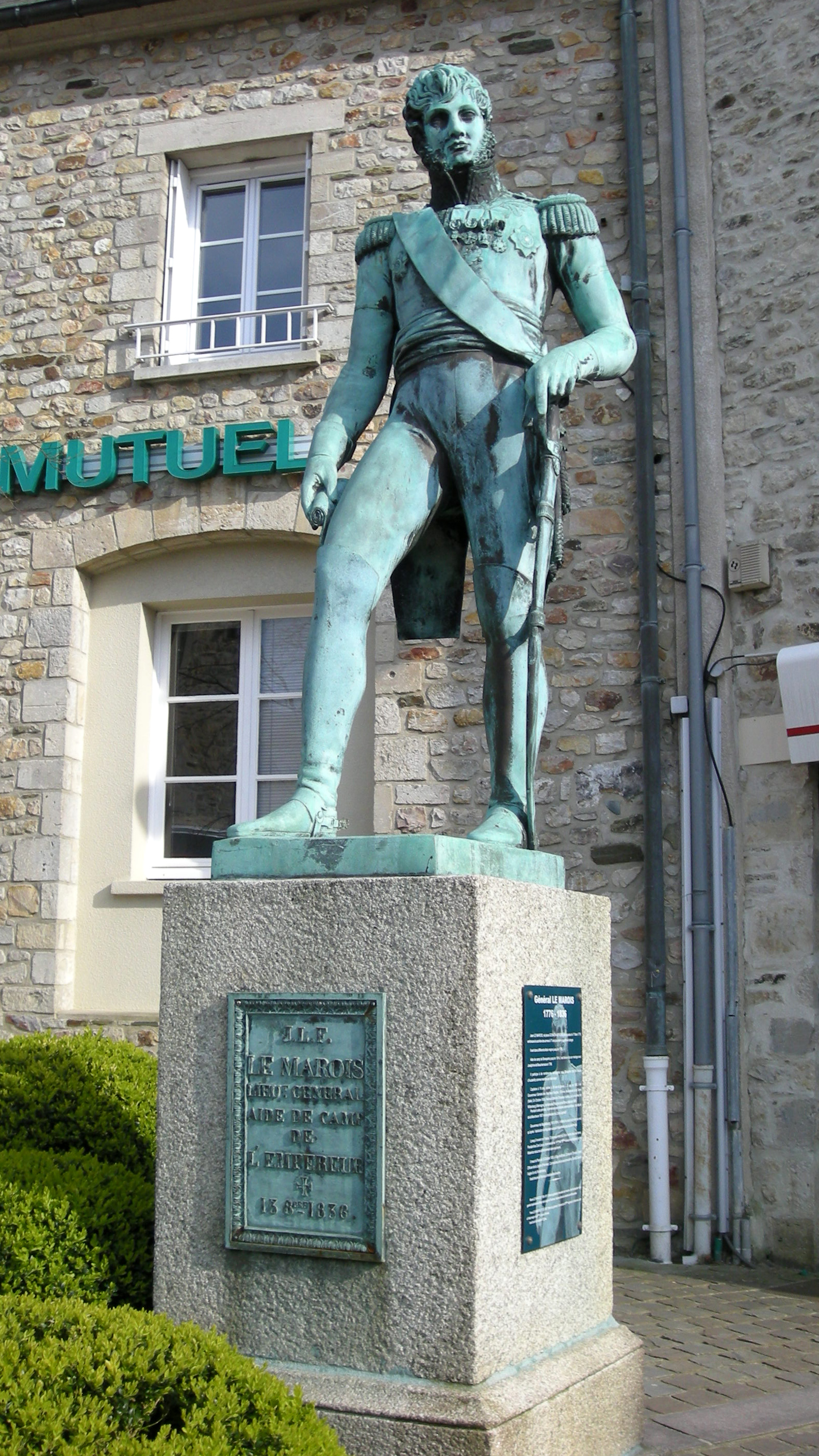
Herdenkingsmonument van Le Marois (1837) te Bricquebec.

Op 20 maart 1815 stond Le Marois terug aan de zijde van de uit Elba teruggekeerde Napoleon in de Tuilerieën.
Als pair de France en commandant van de 14de en 15de militaire divisies (de regio van Normandië) tijdens de Honderd Dagen bereidde hij zich voor om, met de Nationale Garde van Rouen, Parijs en Napoleon te hulp te schieten in de nasleep van de Franse nederlaag bij Waterloo. De assistentie kwam echter te laat: Le Marois vernam tijdens zijn optocht dat een vredesverdrag met de geallieerden reeds werd ondertekend en dat de coalitietroepen de Franse hoofdstad hadden bezet.
Le Marois nam vervolgens ontslag en hervatte zijn pensioen. Hij beëindigde zijn militaire diensten volledig en vestigde zich op zijn eigendommen te Pépinvast (Le Vicel) en de rue de Gramont in Parijs. Generaal Le Marois werd alom geprezen voor zijn moed en loyaliteit aan Napoleon.
Hij overleed op 14 oktober 1836, op zestigjarige leeftijd. Het graf van Le Marois kan bezichtigd worden op de begraafplaats van Montmartre. De naam van Le Marois staat vermeld op de Arc de Triomphe.

### Titels, huwelijk, familie en nakomelingen
Jean Le Marois had twee broers:

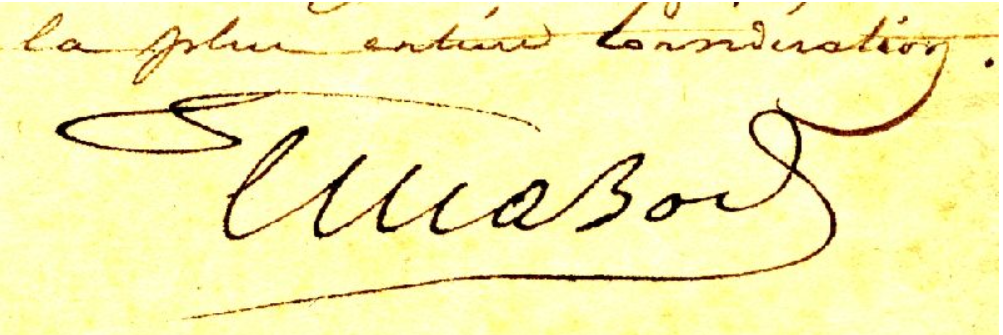
Handtekening van Le Marois.

- Réné Le Marois: geboren op 9 april 1769, overleden in 1811, chevalier van het Franse keizerrijk
- Yves Le Marois: geboren op 10 mei 1772, gesneuveld tijdens de slag bij Eylau (1807)[14]

Beiden verwierven de rang van kolonel in het Franse leger.
Op 22 november trad Le Marois in het huwelijk met Constance Hopsomère (geboren in 1780), de dochter van een invloedrijke Belgische bankier. Constance overleed op 21 december 1834.
Het koppel had twee kinderen:
- Jules Napoléon Polydor Le Marois (14 december 1802 - 1870)
- Coralie Le Marois (1804 - 24 november 1828)

Le Marois droeg onderstaande titels:
| Titel                                                             | Datum van verwerving |
| ----------------------------------------------------------------- | -------------------- |
| Groot Kruis van de Gouden Adelaar van Württemberg                 | 14 november 1806     |
| Afgevaardigde voor la Manche departement                          | 7 maart 1807         |
| Graaf van het Franse keizerrijk                                   | 10 maart 1808        |
| Groot Officier van het Legioen van Eer                            | 23 augustus 1808     |
| Erkenning van pensioen als luitenant-generaal in het Franse leger | 13 augustus 1832     |

Bij zijn aanstelling als graaf in maart 1808 verkreeg Le Marois dotaties uit rente van Westfalen en Hannover (30.000 en 20.000 frank respectievelijk). Zeven dagen later verkreeg hij eveneens van Napoleon een jaarlijkse dotatie van 50.000 frank uit het graafschap van Hanau. Onder Lodewijk XVIII werd hij benoemd tot ridder van de Orde van de Heilige Lodewijk, maar werden de napoleontische dotaties teruggeschroefd tot 7500 frank.